# Bengt Kronblad
Bengt William Kronblad, född 9 juli 1942 i Nöbbele församling i Kronobergs län, är en svensk socialdemokratisk politiker, som mellan 1982 och 1998 var riksdagsledamot för Kalmar läns valkrets.